# Dent Blanche (Alpes bernoises)
Pour les articles homonymes, voir Dent Blanche (homonymie).
Ne doit pas être confondu avec Gstellihorn.
La dent Blanche, souvent appelée par son nom suisse-allemand Gstellihore, ou Gstellihorn en allemand, est un sommet des Alpes bernoises, en Suisse, situé à la frontière entre les cantons de Berne et du Valais. Elle culmine à 2 820 m d'altitude.

## Géographie
Elle est située au nord-est du massif des Diablerets sur une arête reliant le Sanetschhore au sud et le Schluchhore au nord. Elle surplombe la vallée de l'Oldebach à l'ouest et le lac de Sénin au nord-est.